# Crocidurinae
Chuột chù răng trắng (Danh pháp khoa học: Crocidurinae) là một phân họ chuột chù trong họ Soricidae thuộc bộ chuột chù Soricomorpha, đây là một trong ba phân họ chuột chù của họ Soricidae.

## Các loài
- Chi Crocidura
  - Crocidura aleksandrisi
  - Crocidura allex
  - Crocidura andamanensis
  - Crocidura ansellorum
  - Crocidura arabica
  - Crocidura arispa
  - Crocidura armenica
  - Crocidura attenuata
  - Crocidura attila
  - Crocidura baileyi
  - Crocidura baluensis
  - Crocidura batakorum
  - Crocidura batesi
  - Crocidura beatus
  - Crocidura beccarii
  - Crocidura bottegi
  - Crocidura bottegoides
  - Crocidura brunnea
  - Crocidura buettikoferi
  - Crocidura caliginea
  - Crocidura canariensis
  - Crocidura caspica
  - Crocidura cinderella
  - Crocidura congobelgica
  - Crocidura crenata
  - Crocidura crossei
  - Crocidura cyanea
  - Crocidura denti
  - Crocidura desperata
  - Crocidura dhofarensis
  - Crocidura dolichura
  - Crocidura douceti
  - Crocidura dsinezumi
  - Crocidura eisentrauti
  - Crocidura elgonius
  - Crocidura elongata
  - Crocidura erica
  - Crocidura fischeri
  - Crocidura flavescens
  - Crocidura floweri
  - Crocidura foetida
  - Crocidura foxi
  - Crocidura fuliginosa
  - Crocidura fulvastra
  - 'Crocidura fumosa
  - Crocidura fuscomurina
  - Crocidura glassi
  - Crocidura gmelini
  - Crocidura goliath
  - Crocidura gracilipes
  - Crocidura grandiceps
  - Crocidura grandis
  - Crocidura grassei
  - Crocidura grayi
  - Crocidura greenwoodi
  - Crocidura guy
  - Crocidura harenna
  - Crocidura hikmiya
  - Crocidura hildegardeae
  - Crocidura hilliana
  - Crocidura hirta
  - Crocidura hispida
  - Crocidura horsfieldii
  - Crocidura hutanis
  - Crocidura ichnusae
  - Crocidura indochinensis
  - Crocidura jacksoni
  - Crocidura jenkinsi
  - Crocidura jouvenetae
  - Crocidura katinka
  - Crocidura kegoensis
  - Crocidura kivuana
  - Crocidura lamottei
  - Crocidura lanosa
  - Crocidura lasiura
  - Crocidura latona
  - Crocidura lea
  - Crocidura lepidura
  - Crocidura leucodon
  - Crocidura levicula
  - Crocidura littoralis
  - Crocidura longipes
  - Crocidura lucina
  - Crocidura ludia
  - Crocidura luna
  - Crocidura lusitania
  - Crocidura macarthuri
  - Crocidura macmillani
  - Crocidura macowi
  - Crocidura malayana
  - Crocidura manengubae
  - Crocidura maquassiensis
  - Crocidura mariquensis
  - Crocidura maurisca
  - Crocidura maxi
  - Crocidura mindorus
  - Crocidura miya
  - Crocidura monax
  - Crocidura monticola
  - Crocidura montis
  - Crocidura muricauda
  - Crocidura musseri
  - Crocidura mutesae
  - Crocidura nana
  - Crocidura nanilla
  - Crocidura negligens
  - Crocidura negrina
  - Crocidura nicobarica
  - Crocidura nigeriae
  - Crocidura nigricans
  - Crocidura nigripes
  - Crocidura nigrofusca
  - Crocidura nimbae
  - Crocidura niobe
  - Crocidura obscurior
  - Crocidura olivieri
  - Crocidura orientalis
  - Crocidura orii
  - Crocidura palawanensis
  - Crocidura panayensis
  - Crocidura paradoxura
  - Crocidura parvipes
  - Crocidura pasha
  - 'Crocidura pergrisea
  - Crocidura phaeura
  - Crocidura phanluongi
  - Crocidura phuquocensis
  - Crocidura picea
  - Crocidura pitmani
  - Crocidura planiceps
  - Crocidura poensis
  - Crocidura polia
  - Crocidura pullata
  - Crocidura raineyi
  - Crocidura ramona
  - Crocidura rapax
  - 'Crocidura religiosa
  - Crocidura rhoditis
  - Crocidura roosevelti
  - Crocidura russula
  - Crocidura selina
  - Crocidura serezkyensis
  - Crocidura shantungensis
  - Crocidura sibirica
  - Crocidura sicula
  - Crocidura silacea
  - Crocidura smithii
  - Crocidura sokolovi
  - Crocidura somalica
  - Crocidura stenocephala
  - Crocidura suaveolens
  - Crocidura susiana
  - Crocidura tansaniana
  - Crocidura tarella
  - Crocidura tarfayensis
  - Crocidura telfordi
  - Crocidura tenuis
  - Crocidura thalia
  - 'Crocidura theresae
  - Crocidura thomensis
  - Crocidura trichura
  - Crocidura turba
  - Crocidura ultima
  - Crocidura usambarae
  - Crocidura viaria
  - Crocidura virgata
  - Crocidura voi
  - Crocidura vorax
  - Crocidura vosmaeri
  - Crocidura watasei
  - Crocidura whitakeri
  - Crocidura wimmeri
  - Crocidura wuchihensis
  - Crocidura xantippe
  - Crocidura yankariensis
  - Crocidura zaitsevi
  - Crocidura zaphiri
  - Crocidura zarudnyi
  - Crocidura zimmeri
  - Crocidura zimmermanni
- Chi Diplomesodon
  - Diplomesodon pulchellum
- Chi Feroculus
  - Feroculus feroculus
- Chi Paracrocidura
  - Paracrocidura graueri
  - Paracrocidura maxima
  - Paracrocidura schoutedeni
- Chi Ruwenzorisorex
  - Ruwenzorisorex suncoides
- Chi Scutisorex
  - Scutisorex somereni
  - Scutisorex thori
- Chi Solisorex
  - Solisorex pearsoni
- Chi Suncus
  - Suncus aequatorius
  - Suncus ater
  - Suncus dayi
  - Suncus etruscus
  - Suncus fellowesgordoni
  - Suncus hosei
  - Suncus infinitesimus
  - Suncus lixus
  - Suncus madagascariensis
  - Suncus malayanus
  - Suncus megalura
  - Suncus mertensi
  - Suncus montanus
  - Suncus murinus
  - Suncus remyi
  - Suncus stoliczkanus
  - Suncus varilla
  - Suncus zeylanicus
- Chi Sylvisorex
  - Sylvisorex cameruniensis
  - Sylvisorex granti
  - Sylvisorex howelli
  - Sylvisorex isabellae
  - Sylvisorex johnstoni
  - Sylvisorex konganensis
  - Sylvisorex lunaris
  - Sylvisorex morio
  - Sylvisorex ollula
  - Sylvisorex oriundus
  - Sylvisorex pluvialis
  - Sylvisorex vulcanorum